# Żdżarki (gromada)
Żdżarki – dawna gromada, czyli najmniejsza jednostka podziału terytorialnego Polskiej Rzeczypospolitej Ludowej w latach 1954–1972.
Gromady, z gromadzkimi radami narodowymi (GRN) jako organami władzy najniższego stopnia na wsi, funkcjonowały od reformy reorganizującej administrację wiejską przeprowadzonej jesienią 1954 do momentu ich zniesienia z dniem 1 stycznia 1973, tym samym wypierając organizację gminną w latach 1954–1972.
Gromadę Żdżarki siedzibą GRN w Żdżarkach utworzono – jako jedną z 8759 gromad na obszarze Polski – w powiecie rawskim w woj. łódzkim, na mocy uchwały nr 37/54 WRN w Łodzi z dnia 4 października 1954. W skład jednostki weszły obszary dotychczasowych gromad Gilówka, Prosna i Żdżarki ze zniesionej gminy Góra w powiecie rawskim (woj. łódzkie), obszar dotychczasowej gromady Wólka Ligięzowska ze zniesionej gminy Klwów w powiecie opoczyńskim w woj. kieleckim i obszar dotychczasowej gromady Waliska ze zniesionej gminy Potworów w powiecie radomskim w woj. kieleckim. Dla gromady ustalono 9 członków gromadzkiej rady narodowej.
Gromadę zniesiono 1 stycznia 1958, a jej obszar włączono do gromady Pobiedna.